# Utrecht Dominators 2020
Questa voce raccoglie le informazioni riguardanti gli Utrecht Dominators nelle competizioni ufficiali della stagione 2020.

## Maschile

### Eredivisie 2020

#### Stagione regolare
| 16 febbraio 2020 1ª giornata | Hilversum Hurricanes | 14 – 0 | Utrecht Dominators |  |

| 23 febbraio 2020 2ª giornata | Utrecht Dominators | - – - (rinviata) | Groningen Giants |  |

| 15 marzo 2020 3ª giornata | Utrecht Dominators | - – - | Flevo Phantoms |  |

| 29 marzo 2020 5ª giornata | Utrecht Dominators | - – - | Amsterdam Crusaders |  |

| 4-5 aprile 2020 6ª giornata | 010 Trojans | - – - | Utrecht Dominators |  |

| 19 aprile 2020 7ª giornata | Arnhem Falcons | - – - | Utrecht Dominators |  |

| 26 aprile 2020 8ª giornata | Utrecht Dominators | - – - | Lelystad Commanders |  |

| 17 maggio 2020 10ª giornata | Groningen Giants | - – - | Utrecht Dominators |  |

| 24 maggio 2020 11ª giornata | Amsterdam Crusaders | - – - | Utrecht Dominators |  |

| 7 giugno 2020 12ª giornata | Utrecht Dominators | - – - | Arnhem Falcons |  |

### Statistiche di squadra
| Competizione      | %Vittorie | In casa | In casa | In casa | In casa | In casa | In casa | In trasferta | In trasferta | In trasferta | In trasferta | In trasferta | In trasferta | Totale | Totale | Totale | Totale | Totale | Totale |
| Competizione      | %Vittorie | G       | V       | N       | P       | Pf      | Ps      | G            | V            | N            | P            | Pf           | Ps           | G      | V      | N      | P      | Pf     | Ps     |
| ----------------- | --------- | ------- | ------- | ------- | ------- | ------- | ------- | ------------ | ------------ | ------------ | ------------ | ------------ | ------------ | ------ | ------ | ------ | ------ | ------ | ------ |
| Stagione regolare | .000      | 0       | 0       | 0       | 0       | 0       | 0       | 1            | 0            | 0            | 1            | 0            | 14           | 1      | 0      | 0      | 1      | 0      | 14     |
| Totale            | .000      | 0       | 0       | 0       | 0       | 0       | 0       | 1            | 0            | 0            | 1            | 0            | 14           | 1      | 0      | 0      | 1      | 0      | 14     |

## Femminile

### Queen's Football League 2020

#### Stagione regolare
| 11 ottobre 2020 2ª giornata | Rotterdam Ravens | – (annullata) | 0'30 Wolverines |  |

| 25 ottobre 2020 3ª giornata | 0'30 Wolverines | – (annullata) | Amsterdam Cats |  |

| 15 novembre 2020 5ª giornata | Amsterdam Cats | – (annullata) | 0'30 Wolverines |  |

| 29 novembre 2020 6ª giornata | 0'30 Wolverines | – (annullata) | Rotterdam Ravens |  |

### Statistiche di squadra
| Competizione | %Vittorie | In casa | In casa | In casa | In casa | In casa | In casa | In trasferta | In trasferta | In trasferta | In trasferta | In trasferta | In trasferta | Totale | Totale | Totale | Totale | Totale | Totale |
| Competizione | %Vittorie | G       | V       | N       | P       | Pf      | Ps      | G            | V            | N            | P            | Pf           | Ps           | G      | V      | N      | P      | Pf     | Ps     |
| ------------ | --------- | ------- | ------- | ------- | ------- | ------- | ------- | ------------ | ------------ | ------------ | ------------ | ------------ | ------------ | ------ | ------ | ------ | ------ | ------ | ------ |
| QFL          | .000      | 0       | 0       | 0       | 0       | 0       | 0       | 0            | 0            | 0            | 0            | 0            | 0            | 0      | 0      | 0      | 0      | 0      | 0      |
| Totale       | .000      | 0       | 0       | 0       | 0       | 0       | 0       | 0            | 0            | 0            | 0            | 0            | 0            | 0      | 0      | 0      | 0      | 0      | 0      |